# Xian autonome miao et tujia de Pengshui
Le xian autonome miao et tujia de Pengshui (彭水苗族土家族自治县 ; pinyin : Péngshuǐ miáozú tǔjiāzú Zìzhìxiàn) est une subdivision de la municipalité de Chongqing en Chine.

## Géographie
Sa superficie est de 3 905 km2.

## Démographie
La population du district était de 611 840 habitants en 1999, et de 620 000 en 2004.